# Pelourinho de Terena
O Pelourinho de Terena situa-se na freguesia de Terena, no município do Alandroal, em Portugal.
Símbolo do antigo poder concelhio da vila, é uma obra do século XVI, no reinado de D. João III.
É constituído por fuste e capitel de xisto, encimado por esfera marmórea. Fica situado na Rua Direita, junto à Torre do Relógio e à Igreja da Misericórdia.
Este pelourinho está classificado como Imóvel de Interesse Público (Decreto 23122, DG 231 de 11 de outubro de 1933).